# Großer Preis von Italien 2014
Der Große Preis von Italien 2014 (offiziell Formula 1 Gran Premio d’Italia 2014) fand am 7. September auf dem Autodromo Nazionale di Monza in Monza statt und war das 13. Rennen der Formel-1-Weltmeisterschaft 2014.

## Berichte

### Hintergrund
Nach dem Großen Preis von Belgien führte Nico Rosberg in der Fahrerwertung mit 29 Punkten vor Lewis Hamilton und 64 Punkten vor Daniel Ricciardo. In der Konstrukteurswertung führte Mercedes mit 157 Punkten vor Red Bull-Renault und mit 251 Punkten vor Ferrari.
Beim Großen Preis von Italien stellte Pirelli den Fahrern die Reifenmischungen P Zero Hard (orange) und P Zero Medium (weiß) sowie für Nässe Cinturato Intermediates (grün) und Cinturato Full-Wets (blau) zur Verfügung.
Es gab zwei DRS-Zonen, die erste Zone lag hinter den Curva di Lesmos, der Messpunkt lag vor dem Kurveneingang der zweiten Curva di Lesmos. Der Messpunkt für die zweite Zone lag vor der Curva Parabolica, die DRS-Zone lag auf der Start-Ziel-Geraden.
Im Vorfeld des Rennens wurde aus Sicherheitsgründen und auf Bitten der Fahrer und der FIA das Kiesbett in der Curva Parabolica um mehr als ein Drittel verkleinert und Teile der Auslaufzone asphaltiert. Dies sorgte für Kritik bei Fans und einigen Fahrern, die unter anderem Diskussionen um das Verlassen der Strecke, das nun anstelle eines Ausfalls oder einer Beschädigung des Fahrzeugs nun dem Fahrer möglicherweise einen Vorteil verschafft, befürchteten. Karun Chandhok twitterte dazu: Eine weitere Kurve, die ihre Herausforderung verliert.
Bei Caterham gab es erneut einen Fahrerwechsel. Kamui Kobayashi kehrte ins Cockpit zurück und löste damit wieder André Lotterer ab, der das Fahrzeug in Belgien gefahren war. Ursprünglich sollte Roberto Merhi bei diesem Grand Prix zum ersten Renneinsatz kommen, allerdings scheiterte sein Engagement an einer fehlenden Superlizenz. Ihm wurde nur erlaubt, am ersten freien Training teilzunehmen. Lotterer wurde das Cockpit erneut angeboten, er lehnte jedoch ab, da er auch im ersten freien Training zum Einsatz kommen wollte.
Jules Bianchi, Kevin Magnussen, Pastor Maldonado (jeweils vier), Valtteri Bottas, Marcus Ericsson, Adrian Sutil (jeweils zwei) und Jean-Éric Vergne (einer) gingen mit Strafpunkten ins Rennwochenende.
Mit Sebastian Vettel (dreimal), Fernando Alonso (zweimal) und Hamilton (einmal) traten drei ehemalige Sieger zu diesem Grand Prix an.
Als Rennkommissare fungierten Paul Gutjahr (SUI), Radovan Novak (CZE), Alessandro Tibiletti (ITA) und Derek Warwick (GBR).

### Training
Im ersten freien Training führte Hamilton vor Jenson Button und Rosberg. Merhi nahm in diesem Training erstmals an einem Formel-1-Wochenende teil und übernahm den Caterham von Kobayashi. Außerdem kam Charles Pic bei Lotus für Romain Grosjean und Giedo van der Garde bei Sauber für Sutil zum Einsatz. Daniel Juncadella übernahm den Force India von Sergio Pérez für die erste halbe Stunde.
Im zweiten freien Training übernahm Rosberg die Führung vor Hamilton und Kimi Räikkönen.
Im dritten freien Training erzielte Hamilton die Bestzeit vor Alonso und Bottas. Rosberg setzte wegen eines Getriebeproblems keine Zeit.

### Qualifying
Das Qualifying bestand aus drei Teilen mit einer Nettolaufzeit von 45 Minuten. Im ersten Qualifying-Segment (Q1) hatten die Fahrer 18 Minuten Zeit, um sich für das Rennen zu qualifizieren. Alle Fahrer, die im ersten Abschnitts eine Zeit erzielten, die maximal 107 Prozent der schnellsten Rundenzeit betrug, qualifizierten sich für den Grand Prix. Die besten 16 Fahrer erreichten den nächsten Teil. Hamilton war am schnellsten. Die Caterham-, Marussia- und Lotus-Piloten schieden aus.
Der zweite Abschnitt (Q2) dauerte 15 Minuten. Die schnellsten zehn Piloten qualifizierten sich für den dritten Teil des Qualifyings. Hamilton fuhr erneut die schnellste Runde. Die Sauber- und Toro Rosso-Piloten sowie Nico Hülkenberg und Räikkönen schieden aus.
Der finale Abschnitt (Q3) ging über eine Zeit von zwölf Minuten, in denen die ersten zehn Startpositionen vergeben wurden. Hamilton blieb in Führung und erzielte die Pole-Position vor Rosberg und Bottas.
Daniil Kwjat wurde aufgrund der Verwendung eines sechsten Motorenbestandteils um zehn Positionen nach hinten versetzt. Kwjat verwendet einen sechsten Verbrennungsmotor (Internal Combustion Engine, ICE).
Ericsson wurde wegen eines Vergehens aus dem dritten freien Training nachträglich aus der Startaufstellung ausgeschlossen und ein Start aus der Box erlaubt. Er hatte bei doppeltgeschwenkten gelben Flaggen nicht ausreichend verlangsamt und damit gegen das Reglement verstoßen. Er wurde zudem mit drei Strafpunkten belegt.

### Rennen
Hamilton hatte beim Start Probleme mit der Kalibrierung der Kupplung und fiel von Platz eins auf vier zurück. Bottas, der direkt hinter ihm stand, hatte ebenfalls Probleme in der Startphase und fiel auf die zehnte Position zurück. Rosberg übernahm die Führung vor Magnussen und Felipe Massa. Während Rosberg sich absetzte, lagen Massa und Hamilton hinter Magnussen und übten Druck auf ihn auf. In der fünften Runde überholte Massa Magnussen in der Curva Grande und Hamilton ging eine Kurve später an ihm vorbei. Nach der vierten Runde schied Max Chilton nach einem Unfall aus.
Rosberg verbremste sich in der siebten Runde in der Rettifilo und verlor durch das Fahren durch den Notausgang etwa 1,7 Sekunden. Hamilton indes ging drei Runden später in der Rettifilo an Massa vorbei und fuhr kurz darauf die bis dahin schnellste Rennrunde. Im Mittelfeld fiel Bottas in den nächsten Runden mit einigen Überholmanövern auf.
Rosberg ging in der 24. Runde in Führung liegend an der Box. Hamilton ging dadurch für eine Runde in Führung, fiel nach seinem Stopp aber wieder hinter Rosberg zurück. Bei den Boxenstopps profitierten einige Fahrer, deren Stopp früher war. Hamilton holte nach dem Stopp rasch auf Rosberg auf. In der 29. Runde verbremste sich Rosberg erneut in der Rettifilo. Hamilton nutzte die Situation und fuhr an ihm vorbei. Er baute seine Führung innerhalb der ersten Runden nach dem Führungswechsel auf etwa vier Sekunden auf. Dieser Abstand blieb bis zum Rennende in etwa gleich. Kurz nach dem Führungswechsel fiel Alonso mit einem technischen Defekt aus. Zudem gab es darauf ein Duell zwischen Bottas und Magnussen in der Rettifilo. Dabei drängte Magnussen Bottas in den Notausgang und wurde anschließend von der Rennleitung mit einer Fünf-Sekunden-Zeitstrafe belegt. Zwei Runden nach diesem Zwischenfall ging Bottas an Magnussen vorbei auf die fünfte Position hinter Hamilton, Rosberg, Massa und Vettel.
Bottas ging wenig später auch an Vettel vorbei. Ricciardo überholte in dieser Rennphase zunächst Button, dann Pérez und Magnussen. Dadurch lag er auf dem sechsten Platz hinter Vettel. Er holte auch auf seinen Teamkollegen auf und ging schließlich in der Curva Grande an Vettel vorbei.
In den letzten Runden gab es im hinteren Teil des Feldes eine Kollision zwischen Grosjean und Gutiérrez, für die Gutiérrez nachträglich mit einer Zeitstrafe von 20 Sekunden belegt wurde. Kwjat verpasste vor der Rettifilo einmal den Bremspunkt im Duell mit Räikkönen, kollidierte aber nicht und fuhr weiter. Magnussen, dessen Zeitstrafe auf das Rennergebnis addiert wurde, schaffte es nicht, Pérez, Button und Räikkönen ausreichend zu distanzieren, um vor ihnen zu bleiben.
Hamilton gewann das Rennen vor Rosberg und Massa, der damit erstmals für Williams auf dem Podium stand. Bottas wurde Vierter vor Ricciardo und Vettel. Pérez, Button, Räikkönen und Magnussen komplettierten die Top 10. Für Hamilton war es der 28. Sieg in der Formel-1-Weltmeisterschaft.
In der Fahrerweltmeisterschaft blieben die ersten drei Positionen unverändert. Hamilton verkürzte den Abstand auf Rosberg. Bei den Konstrukteuren baute Mercedes die Führung vor Red Bull weiter aus. Williams übernahm die dritte Position.

## Meldeliste
| Team                          | Nr. | Fahrer              | Chassis           | Motor                 | Reifen |
| ----------------------------- | --- | ------------------- | ----------------- | --------------------- | ------ |
| Infiniti Red Bull Racing      | 01  | Sebastian Vettel    | Red Bull RB10     | Renault 1.6 V6T       | P      |
| Infiniti Red Bull Racing      | 03  | Daniel Ricciardo    | Red Bull RB10     | Renault 1.6 V6T       | P      |
| Marussia F1 Team              | 04  | Max Chilton         | Marussia MR03     | Ferrari 1.6 V6T       | P      |
| Marussia F1 Team              | 17  | Jules Bianchi       | Marussia MR03     | Ferrari 1.6 V6T       | P      |
| Mercedes AMG Petronas F1 Team | 06  | Nico Rosberg        | Mercedes F1 W05   | Mercedes-Benz 1.6 V6T | P      |
| Mercedes AMG Petronas F1 Team | 44  | Lewis Hamilton      | Mercedes F1 W05   | Mercedes-Benz 1.6 V6T | P      |
| Scuderia Ferrari              | 07  | Kimi Räikkönen      | Ferrari F14 T     | Ferrari 1.6 V6T       | P      |
| Scuderia Ferrari              | 14  | Fernando Alonso     | Ferrari F14 T     | Ferrari 1.6 V6T       | P      |
| Lotus F1 Team                 | 08  | Romain Grosjean     | Lotus E22         | Renault 1.6 V6T       | P      |
| Lotus F1 Team                 | 13  | Pastor Maldonado    | Lotus E22         | Renault 1.6 V6T       | P      |
| Lotus F1 Team                 | 30  | Charles Pic         | Lotus E22         | Renault 1.6 V6T       | P      |
| Caterham F1 Team              | 09  | Marcus Ericsson     | Caterham CT05     | Renault 1.6 V6T       | P      |
| Caterham F1 Team              | 10  | Kamui Kobayashi     | Caterham CT05     | Renault 1.6 V6T       | P      |
| Caterham F1 Team              | 45  | Roberto Merhi       | Caterham CT05     | Renault 1.6 V6T       | P      |
| Sahara Force India F1 Team    | 11  | Sergio Pérez        | Force India VJM07 | Mercedes-Benz 1.6 V6T | P      |
| Sahara Force India F1 Team    | 27  | Nico Hülkenberg     | Force India VJM07 | Mercedes-Benz 1.6 V6T | P      |
| Sahara Force India F1 Team    | 34  | Daniel Juncadella   | Force India VJM07 | Mercedes-Benz 1.6 V6T | P      |
| Williams Martini Racing       | 19  | Felipe Massa        | Williams FW36     | Mercedes-Benz 1.6 V6T | P      |
| Williams Martini Racing       | 77  | Valtteri Bottas     | Williams FW36     | Mercedes-Benz 1.6 V6T | P      |
| McLaren Mercedes              | 20  | Kevin Magnussen     | McLaren MP4-29    | Mercedes-Benz 1.6 V6T | P      |
| McLaren Mercedes              | 22  | Jenson Button       | McLaren MP4-29    | Mercedes-Benz 1.6 V6T | P      |
| Sauber F1 Team                | 21  | Esteban Gutiérrez   | Sauber C33        | Ferrari 1.6 V6T       | P      |
| Sauber F1 Team                | 36  | Giedo van der Garde | Sauber C33        | Ferrari 1.6 V6T       | P      |
| Sauber F1 Team                | 99  | Adrian Sutil        | Sauber C33        | Ferrari 1.6 V6T       | P      |
| Scuderia Toro Rosso           | 25  | Jean-Éric Vergne    | Toro Rosso STR9   | Renault 1.6 V6T       | P      |
| Scuderia Toro Rosso           | 26  | Daniil Kwjat        | Toro Rosso STR9   | Renault 1.6 V6T       | P      |

Anmerkungen
1. 1 2  Der Lotus mit der Startnummer 30 wurde im ersten freien Training für Pic eingesetzt. Grosjean übernahm das Fahrzeug anschließend für das restliche Rennwochenende mit seiner Startnummer 8.
2. 1 2  Der Caterham mit der Startnummer 45 wurde im ersten freien Training für Merhi eingesetzt. Kobayashi übernahm das Fahrzeug anschließend für das restliche Rennwochenende mit seiner Startnummer 10.
3. 1 2  Der Force India mit der Startnummer 34 wurde in den ersten 30 Minuten des ersten freien Trainings für Juncadella eingesetzt. Pérez übernahm das Fahrzeug anschließend für das restliche Rennwochenende mit seiner Startnummer 11.
4. 1 2  Der Sauber mit der Startnummer 36 wurde im ersten freien Training für van der Garde eingesetzt. Sutil übernahm das Fahrzeug anschließend für das restliche Rennwochenende mit seiner Startnummer 99.

## Klassifikationen

### Qualifying
| Pos.                                                                      | Fahrer            | Konstrukteur         | Q1       | Q2       | Q3       | Start |
| ------------------------------------------------------------------------- | ----------------- | -------------------- | -------- | -------- | -------- | ----- |
| 01                                                                        | Lewis Hamilton    | Mercedes             | 1:25,363 | 1:24,560 | 1:24,109 | 01    |
| 02                                                                        | Nico Rosberg      | Mercedes             | 1:25,493 | 1:24,600 | 1:24,383 | 02    |
| 03                                                                        | Valtteri Bottas   | Williams-Mercedes    | 1:26,012 | 1:24,858 | 1:24,697 | 03    |
| 04                                                                        | Felipe Massa      | Williams-Mercedes    | 1:25,528 | 1:25,046 | 1:24,865 | 04    |
| 05                                                                        | Kevin Magnussen   | McLaren-Mercedes     | 1:26,337 | 1:25,973 | 1:25,314 | 05    |
| 06                                                                        | Jenson Button     | McLaren-Mercedes     | 1:26,328 | 1:25,630 | 1:25,379 | 06    |
| 07                                                                        | Fernando Alonso   | Ferrari              | 1:26,514 | 1:25,525 | 1:25,430 | 07    |
| 08                                                                        | Sebastian Vettel  | Red Bull-Renault     | 1:26,631 | 1:25,769 | 1:25,436 | 08    |
| 09                                                                        | Daniel Ricciardo  | Red Bull-Renault     | 1:26,721 | 1:25,946 | 1:25,709 | 09    |
| 10                                                                        | Sergio Pérez      | Force India-Mercedes | 1:26,569 | 1:25,863 | 1:25,944 | 10    |
| 11                                                                        | Daniil Kwjat      | Toro Rosso-Renault   | 1:26,261 | 1:26,070 | –        | 21    |
| 12                                                                        | Kimi Räikkönen    | Ferrari              | 1:26,689 | 1:26,110 | –        | 11    |
| 13                                                                        | Jean-Éric Vergne  | Toro Rosso-Renault   | 1:26,140 | 1:26,157 | –        | 12    |
| 14                                                                        | Nico Hülkenberg   | Force India-Mercedes | 1:26,371 | 1:26,279 | –        | 13    |
| 15                                                                        | Adrian Sutil      | Sauber-Ferrari       | 1:27,034 | 1:26,588 | –        | 14    |
| 16                                                                        | Esteban Gutiérrez | Sauber-Ferrari       | 1:26,999 | 1:26,962 | –        | 15    |
| 17                                                                        | Pastor Maldonado  | Lotus-Renault        | 1:27,520 | –        | –        | 16    |
| 18                                                                        | Romain Grosjean   | Lotus-Renault        | 1:27,632 | –        | –        | 17    |
| 19                                                                        | Kamui Kobayashi   | Caterham-Renault     | 1:27,671 | –        | –        | 18    |
| 20                                                                        | Jules Bianchi     | Marussia-Ferrari     | 1:27,738 | –        | –        | 19    |
| 21                                                                        | Max Chilton       | Marussia-Ferrari     | 1:28,247 | –        | –        | 20    |
| 22                                                                        | Marcus Ericsson   | Caterham-Renault     | 1:28,562 | –        | –        | Box   |
| 107-Prozent-Zeit: 1:31,338 min (bezogen auf Q1-Bestzeit von 1:25,363 min) |                   |                      |          |          |          |       |

Anmerkungen
1. ↑  Kwjat wurde wegen der Verwendung der sechsten Internal Combustion Engine (ICE) um zehn Positionen nach hinten versetzt.
2. ↑  Ericsson wurde wegen des Ignorierens doppelt-geschwungener gelber Flaggen aus der Startaufstellung ausgeschlossen.

### Rennen
| Pos. | Fahrer            | Konstrukteur         | Runden | Zeit        | Start | Schnellste Runde |
| ---- | ----------------- | -------------------- | ------ | ----------- | ----- | ---------------- |
| 01   | Lewis Hamilton    | Mercedes             | 53     | 1:19:10,236 | 01    | 1:28,004 (29.)   |
| 02   | Nico Rosberg      | Mercedes             | 53     | + 3,175     | 02    | 1:28,206 (51.)   |
| 03   | Felipe Massa      | Williams-Mercedes    | 53     | + 25,026    | 04    | 1:28,342 (46.)   |
| 04   | Valtteri Bottas   | Williams-Mercedes    | 53     | + 40,786    | 03    | 1:28,559 (50.)   |
| 05   | Daniel Ricciardo  | Red Bull-Renault     | 53     | + 50,309    | 09    | 1:28,588 (53.)   |
| 06   | Sebastian Vettel  | Red Bull-Renault     | 53     | + 59,965    | 08    | 1:29,141 (34.)   |
| 07   | Sergio Pérez      | Force India-Mercedes | 53     | + 1:02,518  | 10    | 1:29,107 (35.)   |
| 08   | Jenson Button     | McLaren-Mercedes     | 53     | + 1:03,063  | 06    | 1:29,245 (35.)   |
| 09   | Kimi Räikkönen    | Ferrari              | 53     | + 1:03,535  | 11    | 1:28,942 (43.)   |
| 10   | Kevin Magnussen   | McLaren-Mercedes     | 53     | + 1:06,171  | 05    | 1:29,283 (34.)   |
| 11   | Daniil Kwjat      | Toro Rosso-Renault   | 53     | + 1:11,184  | 21    | 1:28,486 (51.)   |
| 12   | Nico Hülkenberg   | Force India-Mercedes | 53     | + 1:12,606  | 13    | 1:29,366 (35.)   |
| 13   | Jean-Éric Vergne  | Toro Rosso-Renault   | 53     | + 1:13,093  | 12    | 1:29,121 (39.)   |
| 14   | Pastor Maldonado  | Lotus-Renault        | 52     | + 1 Runde   | 16    | 1:29,856 (32.)   |
| 15   | Adrian Sutil      | Sauber-Ferrari       | 52     | + 1 Runde   | 14    | 1:29,375 (46.)   |
| 16   | Romain Grosjean   | Lotus-Renault        | 52     | + 1 Runde   | 17    | 1:30,083 (38.)   |
| 17   | Kamui Kobayashi   | Caterham-Renault     | 52     | + 1 Runde   | 18    | 1:30,758 (35.)   |
| 18   | Jules Bianchi     | Marussia-Ferrari     | 52     | + 1 Runde   | 19    | 1:30,521 (51.)   |
| 19   | Marcus Ericsson   | Caterham-Renault     | 51     | + 2 Runden  | Box   | 1:30,280 (47.)   |
| 20   | Esteban Gutiérrez | Sauber-Ferrari       | 51     | + 2 Runden  | 15    | 1:29,449 (40.)   |
| –    | Fernando Alonso   | Ferrari              | 28     | DNF         | 07    | 1:29,680 (23.)   |
| –    | Max Chilton       | Marussia-Ferrari     | 5      | DNF         | 20    | 1:32,569 (05.)   |

## WM-Stände nach dem Rennen
Die ersten zehn des Rennens bekamen 25, 18, 15, 12, 10, 8, 6, 4, 2 bzw. 1 Punkt(e).

### Fahrerwertung
| Pos. | Fahrer           | Konstrukteur         | Punkte |
| ---- | ---------------- | -------------------- | ------ |
| 01   | Nico Rosberg     | Mercedes             | 238    |
| 02   | Lewis Hamilton   | Mercedes             | 216    |
| 03   | Daniel Ricciardo | Red Bull-Renault     | 166    |
| 04   | Valtteri Bottas  | Williams-Mercedes    | 122    |
| 05   | Fernando Alonso  | Ferrari              | 121    |
| 06   | Sebastian Vettel | Red Bull-Renault     | 106    |
| 07   | Jenson Button    | McLaren-Mercedes     | 72     |
| 08   | Nico Hülkenberg  | Force India-Mercedes | 70     |
| 09   | Felipe Massa     | Williams-Mercedes    | 55     |
| 10   | Kimi Räikkönen   | Ferrari              | 41     |
| 11   | Sergio Pérez     | Force India-Mercedes | 39     |
| 12   | Kevin Magnussen  | McLaren-Mercedes     | 38     |

| Pos. | Fahrer            | Konstrukteur       | Punkte |
| ---- | ----------------- | ------------------ | ------ |
| 13   | Jean-Éric Vergne  | Toro Rosso-Renault | 11     |
| 14   | Romain Grosjean   | Lotus-Renault      | 8      |
| 15   | Daniil Kwjat      | Toro Rosso-Renault | 8      |
| 16   | Jules Bianchi     | Marussia-Ferrari   | 2      |
| 17   | Adrian Sutil      | Sauber-Ferrari     | 0      |
| 18   | Marcus Ericsson   | Caterham-Renault   | 0      |
| 19   | Pastor Maldonado  | Lotus-Renault      | 0      |
| 20   | Esteban Gutiérrez | Sauber-Ferrari     | 0      |
| 21   | Max Chilton       | Marussia-Ferrari   | 0      |
| 22   | Kamui Kobayashi   | Caterham-Renault   | 0      |
| –    | André Lotterer    | Caterham-Renault   | 0      |

### Konstrukteurswertung
| Pos. | Konstrukteur         | Punkte |
| ---- | -------------------- | ------ |
| 01   | Mercedes             | 454    |
| 02   | Red Bull-Renault     | 272    |
| 03   | Williams-Mercedes    | 177    |
| 04   | Ferrari              | 162    |
| 05   | McLaren-Mercedes     | 110    |
| 06   | Force India-Mercedes | 109    |

| Pos. | Konstrukteur       | Punkte |
| ---- | ------------------ | ------ |
| 07   | Toro Rosso-Renault | 19     |
| 08   | Lotus-Renault      | 8      |
| 09   | Marussia-Ferrari   | 2      |
| 10   | Sauber-Ferrari     | 0      |
| 11   | Caterham-Renault   | 0      |